# Amorphophallus hottae
Amorphophallus hottae là một loài thực vật có hoa trong họ Ráy (Araceae). Loài này được Bogner & Hett. mô tả khoa học đầu tiên năm 1992.